# Тигровое молоко
«Тигровое молоко» (нем. Tigermilch) — немецкий комедийно-драматический фильм Уте Виланд 2017 года. Фильм основан на одноимённом романе немецкой писательницы Стефани де Веласко.

## Сюжет
Джамила и Нини лучшие подруги. Им по 14 лет и они живут в Берлине в районе Гропиусштадт. Отец Нини ушёл из семьи, и она живёт с матерью, отчимом и младшей сводной сестрой. Джамила же беженка из Ирака. Она живёт с мамой, а её отца и брата убили на войне. Подруги придумали свой собственный алкогольный коктейль, который назвали «Тигровое молоко». Они смешивают вместе молоко, сок маракуйи и бренди. Учебный год подходит к концу и наступает пора летних каникул, а на это лето у подруг запланирована потеря девственности. Нини нравится граффити-художник Нико, а Джамиле романтик Лукас. Шанс осуществить задуманное девушкам выпадает на вечеринке в Груневальде. Однако вокруг Лукаса постоянно крутится его двоюродная сестра Анна-Лена, а когда Джамиле всё же удаётся с ним уединиться, он засыпает. Нини же в свою очередь в этот вечер плохо себя чувствует.
На следующий день ночью Джамила и Нини устраивают в своём дворе приворотный обряд, бегая нагишом и разбрасывая лепестки роз. Неожиданно они становятся свидетелями убийства. Их сосед Тарик убивает ножом свою сестру Ясну. Эта семья боснийская, однако Ясна нашла себе жениха-серба. Тарик никак не может пережить подобное, поскольку их семья пострадала от сербов во время войны. Не зная зачем, Джамила и Нини снимают с жертвы серёжки и кольцо. Джамила просит Нини ни в коем случае не сообщать об увиденном в полицию. У её семьи проблемы с эмигрантским законодательством и она боится связываться лишний раз с полицией, чтобы не быть депортированной в Ирак. Попутно она опасается, что у боснийцев может быть какая-нибудь традиция кровной мести и им обеим тогда не поздоровится.
Желая как-то отвлечься от пережитого потрясения, подруги отправляются на Курфюрстенштрассе, улицу, где обитают проститутки. Девушки и раньше туда приходили, выдавая себя за проституток. Они брали деньги у мужчин, а затем сбегали, но в этот раз решили пойти до конца. Девушки познакомились мужчиной и его другом инвалидом-колясочником и потеряли девственность вместе с ними в отеле. По пути домой девушки решают избавиться от вещей Ясны, которые они сняли тогда с жертвы. В этот момент подруги встречают Нико, который рассказывает им, что их общий друг Амир арестован. Амир происходит из семьи Тарика и Ясны и всю вину в убийстве взял на себя. Посещая его в тюрьме, друзья узнают, что таким образом он хочет помочь своей семье. Зла Ясне он никогда не желал, но рассказал, что она только на половину его сестра, так как появилась на свет после того, как его маму изнасиловали на войне.
Нини на короткое время ложится в больницу, чтобы удалить зуб. Её навещает Нико, который дарит ей кольцо, которое он нашёл на улице. Нини узнаёт в этом кольце кольцо Ясны. Не имея больше сил скрывать правду, Нини всё рассказывает полиции. Амира отпускают, а Тарика арестовывают. После этого Джамила перестаёт общаться с Нини, но наступает новый учебный год и Джамила узнаёт неожиданную новость. Оказывается, что Анна-Лена, двоюродная сестра Лукаса, забеременела от него. Лукас же всегда был человеком, в которого Джамила была влюблена. На почве этой истории дружба Джамилы и Нини восстанавливается, но неожиданно приходит письмо от иммиграционной службы, из которого следует, что Джамила и её мама должны быть депортированы в Ирак.

## В ролях
- Флора Тиманн — Нини Линдеманн
- Эмили Куше — Джамила Башир
- Наргес Рашиди — Нура Башир
- Давид Али Рашед — Амир Бегович
- Луна Мийович — Ясна Бегович
- Александру Чирняла — Тарик Бегович
- Эмиль Белтон — Нико
- Аугуст Картер — Лукас
- Роми Пол — Анна-Лена
- Йоахим Ферстер — Драган Вокович

## Рецензии
Манфред Рип с сайта epd Film поставил фильму 3 звезды из 5. По его мнению, фильм затрагивает многие важные темы и его можно сравнить с фильмом «Гуд бай, Берлин!» (2016) Фатиха Акина, но он также отметил, что важные темы здесь освещены схематично и сам фильм выглядит перегруженным. Аксель Шмитт с сайта Serienjunkies также отмечает, что фильм просто не может вместить в себя все 300 страниц романа, поэтому некоторые сюжетные арки лишены драматизма. Аксель оценил фильм на 4 звезды из 5. В Die Zeit похвалили кастинг, в особенности тот момент, что режиссёр не стал брать взрослых актёров на роли подростков. В англоязычной рецензии Брайан Орндорф с сайта Blu-ray.com отмечает схожесть этого фильма с американским фильмом «Тринадцать» (2003). С той разницей, что немецкий фильм поднимает больше тем, чем только взросление.
В 2018 году на Nordic International Film Festival фильм получил приз как «Лучший международный художественный фильм».